# UTC+02:00

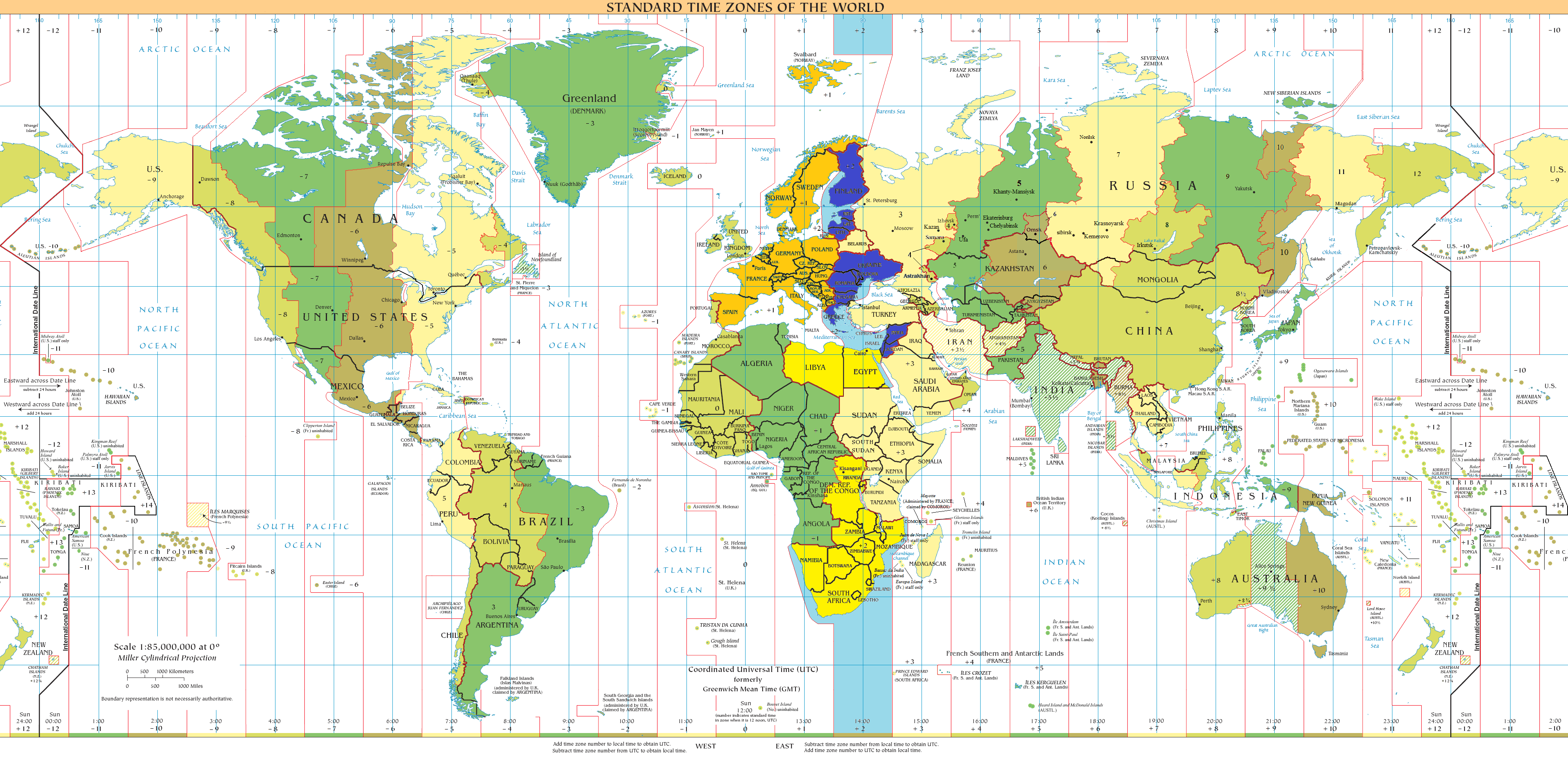
Az UTC+2-t használó területek:

Az UTC+02:00 egy időeltolódás, amely két órával van előrébb az egyezményes koordinált világidőnél (UTC).

## Alap időzónaként használó területek (az északi félteke telein)

### Európa
Az itteni területek az Európai Unióval állnak át a nyári időszámításra.
- Bulgária
- Ciprus
- Észtország
- Finnország ( Ålanddal együtt)
- Görögország
- Lettország
- Litvánia
- Moldova
- Románia
- Ukrajna (kivéve az Oroszország által megszállt Krím, valamint az oroszbarát szeparatisták által irányított Donecki terület és Luhanszki terület egyes részei)
- Egyesült Királyság
  - Akrotíri és Dekélia

### Ázsia(kelet)
- Izrael
- Jordánia
- Libanon
- Palesztina
- Szíria

## Alap időzónaként használó területek (egész évben)

### Európa
|  | Idő       | Zóna                       |
|  | --------- | -------------------------- |
|  | UTC+02:00 | MSK−1: kalinyingrádi idő   |
|  | UTC+03:00 | MSK: moszkvai idő          |
|  | UTC+04:00 | MSK+1: szamarai idő        |
|  | UTC+05:00 | MSK+2: jekatyerinburgi idő |
|  | UTC+06:00 | MSK+3: omszki idő          |
|  | UTC+07:00 | MSK+4: krasznojarszki idő  |
|  | UTC+08:00 | MSK+5: irkutszki idő       |
|  | UTC+09:00 | MSK+6: jakutszki idő       |
|  | UTC+10:00 | MSK+7: vlagyivosztoki idő  |
|  | UTC+11:00 | MSK+8: magadani idő        |
|  | UTC+12:00 | MSK+9: kamcsatkai idő      |

- Oroszország
  - Északnyugati szövetségi körzet
    - Kalinyingrádi terület

### Afrika(észak) és Ázsia (nyugat)
- Egyiptom
- Líbia

### Közép- és Dél-Afrika
- Botswana
- Burundi
- Kongói Demokratikus Köztársaság (keleti fél)
  - Kasai
  - Kasaï-Central
  - Kelet-Kasai
  - Sankuru
  - Lomami
  - Felső-Katanga
  - Lualaba
  - Tanganyika
  - Felső-Lomami
  - Maniema
  - Észak-Kivu
  - Ituri
  - Alsó-Uele
  - Felső-Uele
  - Tshopo
  - Dél-Kivu
- Lesotho
- Ruanda
- Malawi
- Mozambik
- Dél-afrikai Köztársaság (kivéve a Prince Edward-szigetek)
- Szváziföld
- Zambia
- Zimbabwe
- Namíbia
- Szudán

## Nyári időszámításként használó területek (az északi félteke nyarain)

### Európa
- Albánia
- Andorra
- Ausztria
- Belgium
- Bosznia-Hercegovina
- Horvátország
- Csehország
- Dánia (kivéve  Grönland és  Feröer)
- Franciaország (a tengerentúli területek nélkül)
- Németország
- Egyesült Királyság
  -  Gibraltár
- Magyarország
- Olaszország
- Koszovó
- Liechtenstein
- Luxemburg
- Észak-Macedónia
- Málta
- Monaco
- Montenegró
- Hollandia
- Norvégia (Spitzbergák és Jan Mayen-szigettel együtt)
- Lengyelország
- San Marino
- Szerbia
- Szlovákia
- Szlovénia
- Spanyolország (a Kanári-szigetek kivételével)
- Svédország
- Svájc
- Vatikán

## Időzónák ebben az időeltolódásban
| Időzóna neve angolul         | Időzóna neve magyarul    | Időzóna rövidítése | Egyéb jelölés |
| ---------------------------- | ------------------------ | ------------------ | ------------- |
| Central European Summer Time | Közép-európai nyári idő  | CEST               |               |
| Eastern European Time        | Kelet-európai idő        | EET                |               |
| Kaliningrad Time             | Kalinyingrádi idő        | USZ1               | MSK–1         |
| South Africa Standard Time   | Dél-afrikai idő          | SAST               |               |
| Israel Standard Time         | Izraeli téli idő         | IST                |               |
| Central Africa Time          | Közép-afrikai idő        | CAT                |               |
| West Africa Summer Time      | Nyugat-afrikai nyári idő | WAST               |               |
| Bravo Time Zone[a]           | -                        | B                  |               |

## Megjegyzés
↑ a:  Katonai időzóna.

## Fordítás
Ez a szócikk részben vagy egészben  az   UTC+02:00 című angol Wikipédia-szócikk ezen változatának fordításán alapul.  Az eredeti cikk szerkesztőit annak laptörténete sorolja fel. Ez a jelzés csupán a megfogalmazás eredetét és a szerzői jogokat jelzi, nem szolgál a cikkben szereplő információk forrásmegjelöléseként.